# ライアーノ
ライアーノ（イタリア語: Raiano）は、イタリア共和国アブルッツォ州ラクイラ県にある、人口約2,800人の基礎自治体（コムーネ）。

## 地理

### 位置・広がり

#### 隣接コムーネ
隣接するコムーネは以下の通り。
- カステル・ディ・イエーリ
- カステルヴェッキオ・スベークオ
- コルフィーニオ
- ゴリアーノ・シーコリ
- モリーナ・アテルノ
- プラートラ・ペリーニャ
- プレッツァ
- ヴィットリート